# 마사 깁슨
마사 깁슨(영어: Martha Gibson, 1939년 1월 14일 ~ )은 캐나다의 배우, 각본가이다.
오타와에서 태어났다.

## 영화
- 마이 러브 멜라니 (1982년)
- 씨잉 씽스 (1981년)